# Торговый дом Берты Густавовны Тейле с сыновьями
«Торговый дом Берты Густавовны Тейле с сыновьями» — семейное предприятие рода Тейле из Тулы, основанное «потомственным почётным гражданином», кавалером российского ордена св. Станислава III степени, иммигрантом из Пруссии, немцем Рейнгольдом Тейле, родившимся в г. Грюнберг (Шлезия) в 1844 году и скончавшимся от туберкулёза 13 октября (по старому стилю) 1900 года в Туле.

## История предприятия
После прибытия в 1860-х годах в Тулу Рейнгольд Тейле некоторое время проработал на Императорском Тульском оружейном заводе, куда его устроил старший брат, оружейник Эмиль Тейле, но довольно быстро ушёл оттуда в самостоятельное предпринимательство и открыл собственное дело.
В 1870 году Рейнгольд Тейле основал в Туле фабрику по производству самоваров. Фабрика была открыта в 3-й части города, на улице Демидовской.
В 1871 он женился на девице Берте Данневитц (Amalie Emilie Bertha Dannewitz), уроженке города Ландсберга (Германия). Брак был более чем удачен: Берта, умная, волевая женщина, активно помогала мужу в создании собственного бизнеса. Именно в её честь и было названо семейное предприятие рода Тейле. В 1872 году у них родилась дочь Александра (Alexandra Henriette Wilhelmine Theile), которая в 1900 году вышла замуж за аптекаря из Саратова уроженца Лифляндской губернии Якоба Талена (Jakob Thalen), также лютеранского вероисповедания. В 1874 году фабрика Рейнгольда Тейле стала паровой.
В семье Рейнгольда Тейле было пятеро переживших младенчество сыновей. Старший сын Рудольф (Rudolph Reinhold August Adolph Theile), родился 1 января 1874. Затем появились Эдуард (Eduard Karl Otto Reinhold Theile, род. Сентябрь 1875), Отто (Otto Reinhold Adolph Theile, род. Март 1880), Фридрих (Friedrich Reinhold Otto Theile, род. Январь 1882) и Адольф (Adolph Friedrich Reinhold Theile, род. Июнь 1884). Ещё один сын — Вольдемар Тейле умер в младенчестве. Дочь София, родившаяся в 1891-м, умерла 13 октября 1908, будучи «потомственной почётной гражданкой» и учащейся «I-й Женской Гимназии». Все дети рода Тейле, не только Рейнгольда, но и его брата Эмиля, в том или ином качестве принимали участие в становлении и развитии семейного бизнеса.
В 1879 году на фабрике появилось 2 паровых двигателя в 24 и 36 лошадиных сил. Фабрика в основном занималась выпуском самоварных крышек. В том же 1879-м Рейнгольд Тейле подал прошение на утверждение образца клейма, которое хотел ставить на самовары — в этот период он решил заняться ещё одним направлением выпуска товаров на своей фабрике. Он заключил договор с купцом II гильдии Иваном Львовичем Беловым на открытие Торгового дома. Через три года Торговый дом прекратил существование, так как дела шли не очень успешно. Фабрика, напротив, преуспевала и приносила хороший доход. В 1883-м на фабрике работало 50 человек и было произведено товаров на сумму в 75000 рублей. Фабрика выпускала не только самовары разных сортов, но и другие товары: оконные и дверные петли, заслонки печные, замки, вафельные формы, утюги, гири, медное и чугунное литьё.
В 1882 году Рейнгольд Тейле принимает участие во Всероссийской художественно-промышленной выставке в Москве. Там он был награждён серебряной медалью за введение разработанного им усовершенствования в самоварном деле.
В середине 80-х годов Тейле постигает несчастье: фабрика сгорает дотла, не будучи застрахованной. Её восстанавливают. Правда, объёмы производства падают — по ведомости 1889 года на фабрике работала одна паровая машина в 6 лошадиных сил. В год производилось 200 дюжин самоваров, стоимость продукции составляла 15000 рублей. По этой же ведомости фабрика принадлежит жене Рейнгольда, Берте Густавовне, а Рейнгольд Тейле выступает в качестве управляющего. Второй пожар ещё более ухудшил положение. Кое-как отстроив фабрику после пожара, Рейнгольд продаёт её в 1891-м Александру Степановичу Баташёву. Сам поступает управляющим к нему сроком на 3 года. В должности управляющего на своей бывшей фабрике Рейнгольд Тейле служит недолго — в 1892 он разрывает контракт с Баташёвым.
В 1894 Тейле открывают новую самоварную фабрику на Ново-Павшинской улице в Туле. Новая фабрика Тейле записана на имя Берты Густавовны, временной купчихи. Сам Рейнгольд состоял в этом звании, хотя по своему капиталу мог претендовать на звание купца II гильдии, так как его фабрика была зарегистрирована по свидетельству II гильдии. Возможно, стать полноправным купцом Рейнгольду помешало его иностранное подданство. Рейнгольд до конца жизни оставался подданным Пруссии и указывал на этот факт почти во всех официальных документах. Однако 7 ноября 1900 году Рейнгольду Тейле присваивается звание «потомственного почётного гражданина». «Почётные граждане», как потомственные, так и личные, освобождались от рекрутской повинности, подушного налога, телесных наказаний. Они имели право участвовать в выборах и избираться на городские общественные должности, а также именоваться во всех официальных документах и актах «почётными гражданами». Все члены семьи «потомственного почётного гражданина» тоже зачислялись в это сословие: после смерти Рейнгольда Берта Тейле ходатайствует в канцелярию губернатора о зачислении её детей в обыватели города Тулы со званием потомственных почётных граждан на основании грамоты от 7 ноября 1900.
В 1902—1903 годах Берта Густавовна и сыновья Рейнгольда Тейле (все братья, кроме Рудольфа) приняли российское подданство, в 1914 году и Рудольф подписал «Клятвенное обещание на подданство».
После смерти своего отца Рейнгольда, трое старших братьев становятся во главе семейного предприятия «Торговый дом Берты Густавовны Тейле с сыновьями». Отто заведовал технической частью, Эдуард — работами, производимыми на стороне, Рудольф — коммерческой стороной дела. Под их руководством фабрика выросла, в 1908 она занимала 3 десятины земли, использовала труд почти 500 рабочих и выпускала 3000 самоваров в месяц. Среди моделей были как жаровые, так и керосиновые самовары, а также кофейники самоварчиком и подносы. Также фабрика выпускала керосиновые самовары. Керосиновую горелку для самовара изобрёл ещё Рейнгольд Тейле, оформивший на неё патент.
Коммерческий управляющий фабрики Рудольф Тейле женился на православной девице Надежде Александровне, у них был сын Игорь. Братья Рудольфа также были женаты на русских православных девушках из известных купеческих фамилий Тулы. Отто, Адольф и Фридрих — на дочерях купца Михаила Василькова — Варваре, Вере и Марии. Семья Васильковых была хорошо известна в городе: купцы 1 гильдии Иван и Пётр Михайловичи Васильковы, с 1874-го потомственные почётные граждане Тулы, владели кожевенной фабрикой на Ново-Павшинской улице, кроме того, ими был построен мост со Штыковой улицы на Ново-Павшинскую через реку Упу, которым пользовались жители Тулы до середины XX века. Эдуард Тейле женился на дочери самоварного фабриканта Николая Николаевича Гудкова Лидии. Фабрика Гудкова, как и дом, находились по соседству с фабрикой Тейле, на той же Ново-Павшинской улице в Туле. Такое вхождение в тульскую «купеческую элиту» очень помогло росту и развитию семейного предприятия Тейле.
В 1908 Рудольф и Отто заключают договор с Николаем Ивановичем Баташёвым о создании Торгового дома под названием «Придворный фабрикант наследник Ивана Григорьевича Баташёва — Николай Иванович Баташёв». Вначале полными товарищами Дома были только братья Тейле, внёсшие в основной капитал по 25000 руб. Николай Иванович Баташёв был только вкладчиком и не отвечал ни за что ни перед кредиторами, ни перед компаньонами. Через год Баташёв вносит добавочно ещё сумму, итого всего 30000 рублей.
В 1910 в данный договор вносятся изменения. Теперь Николай Иванович Баташёв значится во главе фирмы, братья помогают ему в заведовании и коммерческих делах, и каждый получает по 25 % от прибыли. На самом деле управление полностью лежало на братьях Тейле. Николай Иванович был уже преклонного возраста и часто болел, фактически он сдал в аренду свою фабрику и получал за это плату. Дополнение к договору нужно было для того, чтобы использование всех торговых знаков фабрики Николая Ивановича Баташёва, включая Большой Герб (изображение Государственного герба России) и звание придворного фабриканта, было законным. По поводу использования Большого Герба Торговым Домом разгорелась тяжба с фабрикой «Наследники Василия Степановича Баташёва». Умелое управление братьями Тейле своим предприятием и нешуточные прибыли Торгового Дома сделали его опасным конкурентом для других крупных самоварных фабрик. С одной из них началась долгая судебная тяжба. Поводом к этому послужила жалоба представителя фабрики «Наследники Василия Степановича Баташёва» приставу 3 части города Тулы о «неправильном пользовании Плаката с большим Государственным Гербом означенного Торгового Дома господ Баташёва и Тейле». Но окружной суд признал действия братьев Тейле добросовестными, так как, пока во главе предприятия стоит Николай Иванович Баташёв, законный обладатель всех этих регалий, Торговый Дом имеет полное право клеймить свои изделия изображением Государственного Герба. Договор с Николаем Ивановичем Баташёвым был заключён на 12 лет. В 1915 Баташёв умер и наследницей по духовному завещанию стала его жена, Елизавета Николаевна. Она хотя и происходила из известного купеческого рода Расторгуевых из города Епифани, но, не в пример Берте Тейле, взваливать на себя бремя управления фабрикой и вести хлопотные коммерческие дела не пожелала. В 1916 она отказывается от прав совладелицы фирмы и выходит из «Торгового Дома», забрав долю мужа. Владение фирмой полностью переходит в руки семьи Тейле.
Одного из совладельцев фабрики — Эдуарда Тейле, в отличие от своих братьев, помимо фабричных дел интересовал ещё и спорт. Как и многие другие туляки, он увлёкся модным в 90-е годы XIX века видом спорта — циклизмом (велосипедными гонками). В 1896 было организовано Общество велосипедистов, в правление которого входил и Эдуард Тейле. По ходатайству Общества в 1896 Городская управа выделила 2 десятины земли на устройство циклодрома — велосипедного трека. 1 сентября 1896-го состоялось открытие трека и были проведены соревнования спортсменов-любителей, среди них был Эдуард Тейле. Любитель Тейле завоёвывал и призовые места в соревнованиях: 8 сентября 1896-го, например, он стал первым в одной из гонок. Эдуард был разносторонним спортсменом. Он увлекался и верховой ездой, участвовал и в конькобежных соревнованиях. Так, благодаря инициативе туляков — любителей велосипедного спорта, в их числе и Эдуарда Тейле, в Туле появился велосипедный трек, один из старейших в стране, на котором был установлен не один мировой рекорд и который подарил миру целую плеяду спортсменов — чемпионов мира и Олимпийских игр.
Семейное предприятие Тейле перед переворотом 1917 г. находилось в отличном состоянии: две крупные самоварные фабрики, торговая фирма с отделением в Москве, меднопрокатный завод в селе Медвенке Торховской волости, арендуемый у купцов Владимировых. Правда, завод нуждался в капитальном ремонте и переоборудовании, чтобы начать приносить доход. Ремонт начали в 1917, но закончить его, само собой разумеется, не удалось. Уже в феврале 1917 года Эдуард и Рудольф Тейле были арестованы Военно-революционным комитетом и заключены в тюрьму вместе с другими тульскими промышленниками за отказ заплатить тому же комитету 600 тысяч рублей. Вскоре некоторых освободили с условием внести в 3-дневный срок денежные суммы, весьма значительные. Например, арестованный В. Н. Салищев должен был внести 20 тысяч наличными и 30 тысяч чеками. Братьям Тейле удалось сторговаться с революционерами на гораздо меньшую сумму — «всего» 3 тысячи рублей наличными. 31 марта 1919 года фабрика «Торгового дома Берты Густавовны Тейле с сыновьями» была национализирована.
Бывший глава семейного предприятия Рудольф Тейле в 1921 году сумел выехать в Германию, где и проживал до своей смерти в 1936. Отто Тейле в 1921 скончался от туберкулёза, его детей усыновил брат Фридрих. Эдуард Тейле в начале 20-х годов заведовал производством на самоварной фабрике патронного завода, бывшем владении наследников Василия Степановича Баташёва.
В 1923 бывшая фабрика Торгового дома Николая Ивановича Баташёва, которой владели Рудольф, Отто и Эдуард Тейле, была преобразована в скобяное производство; фабрика, принадлежавшая Берте Тейле с сыновьями, была передана Оружейному заводу и стала пилозубным цехом завода.
В 1938 году Эдуард и Фридрих Тейле были арестованы ОГПУ. Эдуард погиб в том же году, Фридрих умер в ссылке в 1943 году. Обвинения братьям Тейле были предъявлены самые обычные для того периода массовых репрессий: бывший фабрикант — значит «классовый враг», немецкая национальность — значит «немецкий шпион». В 1989 году братья Тейле посмертно реабилитированы Верховным Судом СССР.
Об Адольфе Тейле почти никаких сведений не сохранилось. Умер он в середине 50-х годов, об этом событии сохранилась маленькая вырезка-некролог из газеты: «Администрация, местком и сотрудники диспансера № 2 выражают соболезнования зубному врачу Тейле Вере Михайловне по случаю смерти её мужа Адольфа Рейнгольдовича».